# 昂坪茶園

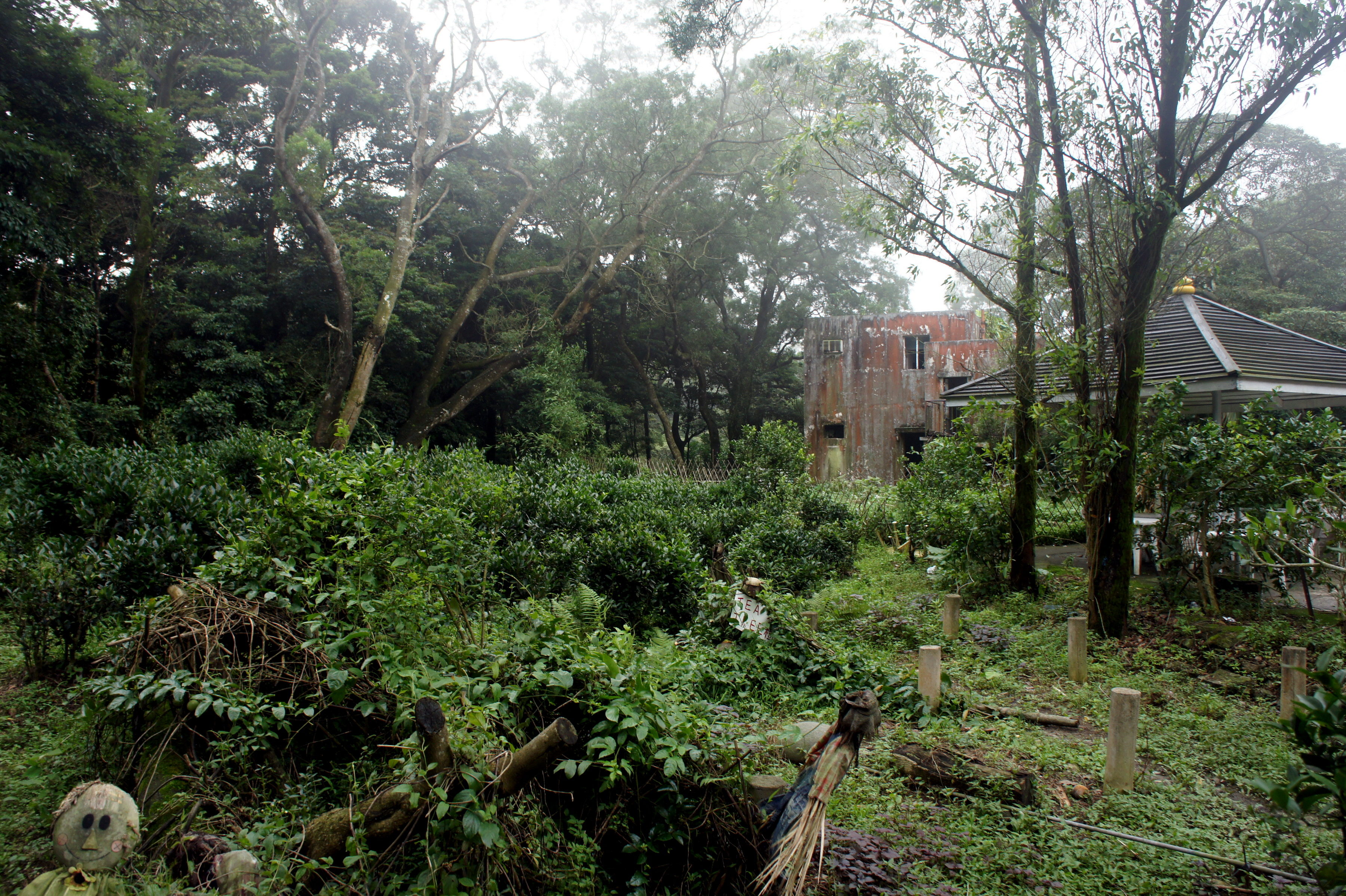
位於木魚峰山腰的「昂坪茶園」。

 昂坪茶園位於香港新界大嶼山昂坪昂坪路，由前市政局民選議員兼御用大律師貝納祺於1940年代創立，現已結業。

## 歷史
昂坪位於海拔450公尺的高原（昂坪高原），氣候多雨潮濕，經常有雲霧，早晚溫差大，是香港少數適合種茶的地方。當年昂坪並無道路連接，只有山路從大澳、東涌及長沙、水口等地徒步前往。由水口到昂坪經貝納祺山路要步行四個多小時，從大澳或東涌步行亦要近三個小時。
當年貝納祺被昂坪的好山好水吸引，購入名為「覺蓮苑」的小尼庵作為居所，又向政府租地買地，開闢馬場、牧場、民宿、滾軸溜冰場以及香港碩果僅存的茶園，並設有茶樹林。他聘請釋囚、戒毒者及無家可歸的少年，讓他們有機會自力更生。在全盛時期，茶園面積與西九文化區相若，茶樹數量超過20萬株，招牌貨「蓮花嘜雲霧茶」遠銷歐美。貝氏又在茶園開設茶園餐廳，供遊人憩息，坐下來喝咖啡、奶茶及凍飲，吃西式點心。1980年代茶園遊人眾多，餐廳生意興旺，茶園出產的「雲霧茶」更是遊客的必買手信。1996年，貝納祺逝世。
2002年7月12日，香港政府公布昂坪規劃草圖，原本建議在茶園餐廳及鄰近的棄置馬場建築低密度酒店和青年旅舍的計劃已取消，改為作康樂用途土地。規劃署西貢及離島規劃專員李志苗表示，政府尊重寶蓮寺的反對意見及考慮到大嶼山的多個地區，包括東涌、迪士尼和機場都建有或將興建酒店設施，因此取消原來建議。
至今茶園由第二代園主陳奐池獨力維持，陳奐池是貝澳原居民，本從事水泥工程，受貝納祺臨終前的囑咐，於1995年開始接管茶園。初期尚可維持運作，但昂坪360在2006年9月18日啟用後，茶園就迅速被遺忘，加上生產成本上漲，在廉價茶葉的競爭下，茶園被迫荒廢，十多年間已被藤蔓錯節的樹林湮沒。雖然只剩他跟太太兩對手，但陳奐池一直沒有放棄，還為茶園構思活化計劃，以工作坊形式開放茶園予學生參觀，教授採茶炒茶，讓他們將成品帶回家。雖然茶園餐廳新主人多年努力耕耘，惜福建籍炒茶師傅年事已高，體力不振，患肩周炎，再沒氣力炒茶，戰後開闢的這家茶園終於衰落，大嶼山雲霧茶失產，昔日的茶室亦已經日久失修而破損，茶園終於在2013年停止營運。現今，陳奐池希望可以活化茶園，結合保育與生態旅遊，將貝納祺的茶園夢發揚光大。

## 與天文台的合作
1985年，貝立祺借出茶園的一所村屋天台，供香港天文台設置雨量計，多年來均運作暢順。昂坪自動雨量站於2006年底由昂坪茶園遷往較空曠的昂坪食水配水庫，而位於茶園的雨量站亦圓滿結束了22年的測量，完成了其歷史任務。天文台台長林超英先生在2007年1月19日頒贈感謝狀與昂坪茶園及其管理人陳煥池先生，衷心感謝他們對香港氣象服務的支持，多年來熱心提供場地及設施，促成昂坪茶園自動雨量站圓滿運作二十二年。

## 外部連結
- 茶園餐廳 travel.ulifestyle.com.hk
- 茶園餐廳 openrice.com